# 마쓰다이라 향 마쓰다이라가
마쓰다이라 향 마쓰다이라 가(松平郷松平家)는 미카와국의 호족 마쓰다이라씨(에도 막부를 연 도쿠가와씨徳川氏의 모체)의 서종가로, 「마쓰다이라 다로자에몬 가(松平太郎左衛門家)」, 「고로모 마쓰다이라 가(挙母松平家)」라는 별칭으로도 불린다.
마쓰다이라 씨 발상의 땅 가모군(加茂郡) 마쓰다이라 향(현 아이치현 도요타시 마쓰다이라 정)을 영지로 하여, 메이지 유신까지 대대로 이 땅을 영유했다.

## 개요
마쓰다이라 향 마쓰다이라 가의 실질상 초대는 마쓰다이라 종가의 초대라고 알려진 마쓰다이라 지카우지(14세기 후반 무렵)의 서장자 노부히로이다. (《송평태랑좌위문가16대신고년대각서(松平太郎左衛門家16代信古年代覚書)》에서는 대수(代数)를 지카우지를 시작으로 계산하고 있다.)
노부히로의 동생이라 여겨지는 마쓰다이라 씨 3대 마쓰다이라 노부미쓰가 영지를 미카와 국 평야 지역으로 확장하여 누카타군 이와즈 향(岩津郷, 오카자키시 이와즈 정)으로 거성을 옮겼을 때, 마쓰다이라 씨 원래의 영지인 산간 지역의 마쓰다이라 향은 서장자 노부히로에게 양도되었던 것이, 적자 노부미쓰 계 안쇼 마쓰다이라 가(安祥松平家, 도쿠가와 이에야스에게 이어진 마쓰다이라 종가, 이와즈 마쓰다이라 가라고도 함)로부터 분가해 노부히로 계 마쓰다이라 향 마쓰다이라 가가 성립했다. 다만, 서종가라 불린 것은 안쇼 마쓰다이라 가의 성장 후로, 원래의 영지를 받아 계승한 것을 들어 생각해보면 당초는 명실 공히 적종가라 여겨지고 있었다고 생각된다.
노부히로는 지카우지의 장인 마쓰다이라 노부시게까지 대대로 마쓰다이라 향 영주가 칭해 왔던 「다로자에몬쇼죠(太郎左衛門少尉)」라는 통칭으로부터 「사에몬쇼죠」를 생략하여 「마쓰다이라 다로」라 칭했다고 한다. 노부히로 이후 마쓰다이라 향 마쓰다이라 가의 당주는 「마쓰다이라 다로」를 역대의 통칭으로 하여, 대대로 마쓰다이라 향을 계승했다.
마쓰다이라 향 마쓰다이라 가는 평야 지역에 진출한 마쓰다이라 씨가 센고쿠 다이묘(戦国大名)로 발전해 간 것에 비해, 마쓰다이라 향만을 다스린 토호에서 발전해 나가지 못했다.
16세기에는 주변을 다스린 마쓰다이라 씨의 일파 오규 마쓰다이라 가(大給松平家)의 영향 하에 들어갈 정도로, 당시 미카와 각지에서 번영하고 있던 마쓰다이라 씨의 일족을 칭하고 있던 「18 마쓰다이라」에도 포함되지 못했다.
에도 시대에 들어섰을 때 마쓰다이라 향 마쓰다이라 가의 영지는 250석 남짓으로, 후에 가증을 받았지만 440석 남짓의 하타모토 신분에 머물렀다. 그러나 도쿠가와 쇼군 가 발상의 땅인 마쓰다이라 향을 영유하여 이어져온 것, 쇼군 가의 시조인 마쓰다이라 지카우지의 직계 가문인 것으로부터 특별히 격식을 차려 우대되어, 고타이요리아이(交代寄合)로서 다이묘 수준에 산킨코타이(参勤交代)를 실시하는 집안으로 여겨졌다.
메이지 유신 후에도 가명(家名)은 끊어지지 않고 현재에 이르고 있다. 다이쇼·쇼와 초기의 당주, 마쓰다이라 노부히로(松平信博)는 영화음악과 반주음악의 작곡가로서 활약했다.

## 역대 당주
(마쓰다이라 노부시게)
1. 마쓰다이라 지카우지
2. 마쓰다이라 야스치카
3. 마쓰다이라 노부히로
4. 마쓰다이라 나가카쓰
5. 마쓰다이라 가쓰시게
6. 마쓰다이라 노부요시
7. 마쓰다이라 지카나가
8. 마쓰다이라 요시시게
9. 마쓰다이라 나오요시
10. 마쓰다이라 시게후사
11. 마쓰다이라 노부후사(松平信和)
12. 마쓰다이라 지카사다
13. 마쓰다이라 나오즈미(松平尚澄)
14. 마쓰다이라 지카스케(松平親相)
15. 마쓰다이라 노부노리(松平信乗)
16. 마쓰다이라 노부유키(松平信言)
17. 마쓰다이라 노부히로(松平信汎)
18. 마쓰다이라 요리사이(松平頼載)
19. 마쓰다이라 노부히데(松平信英)
20. 마쓰다이라 노부히로(松平信博)
21. 마쓰다이라 구스오(松平九洲男)
22. 마쓰다이라 노부야스(松平信泰)
23. 마쓰다이라 히데오(松平英男)
24. 마쓰다이라 히로히사(松平弘久)
25. 마쓰다이라 데루오(松平輝夫)